# Nolita

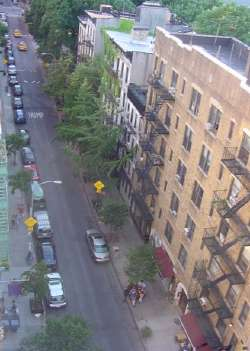
Mott Street in NoLIta zwischen der Houston Street und der Prince Street

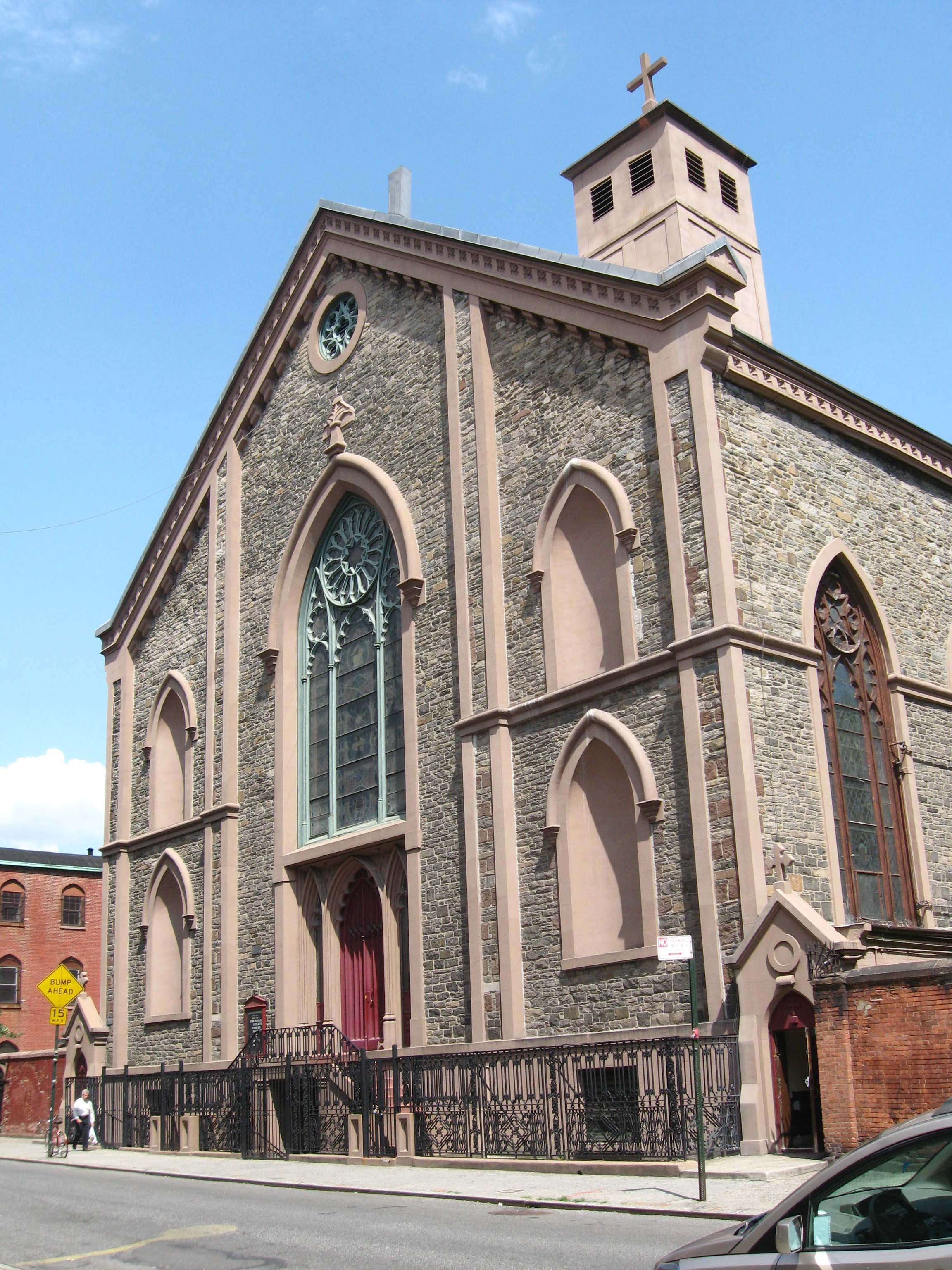
St. Patrick’s Old Cathedral in NoLIta

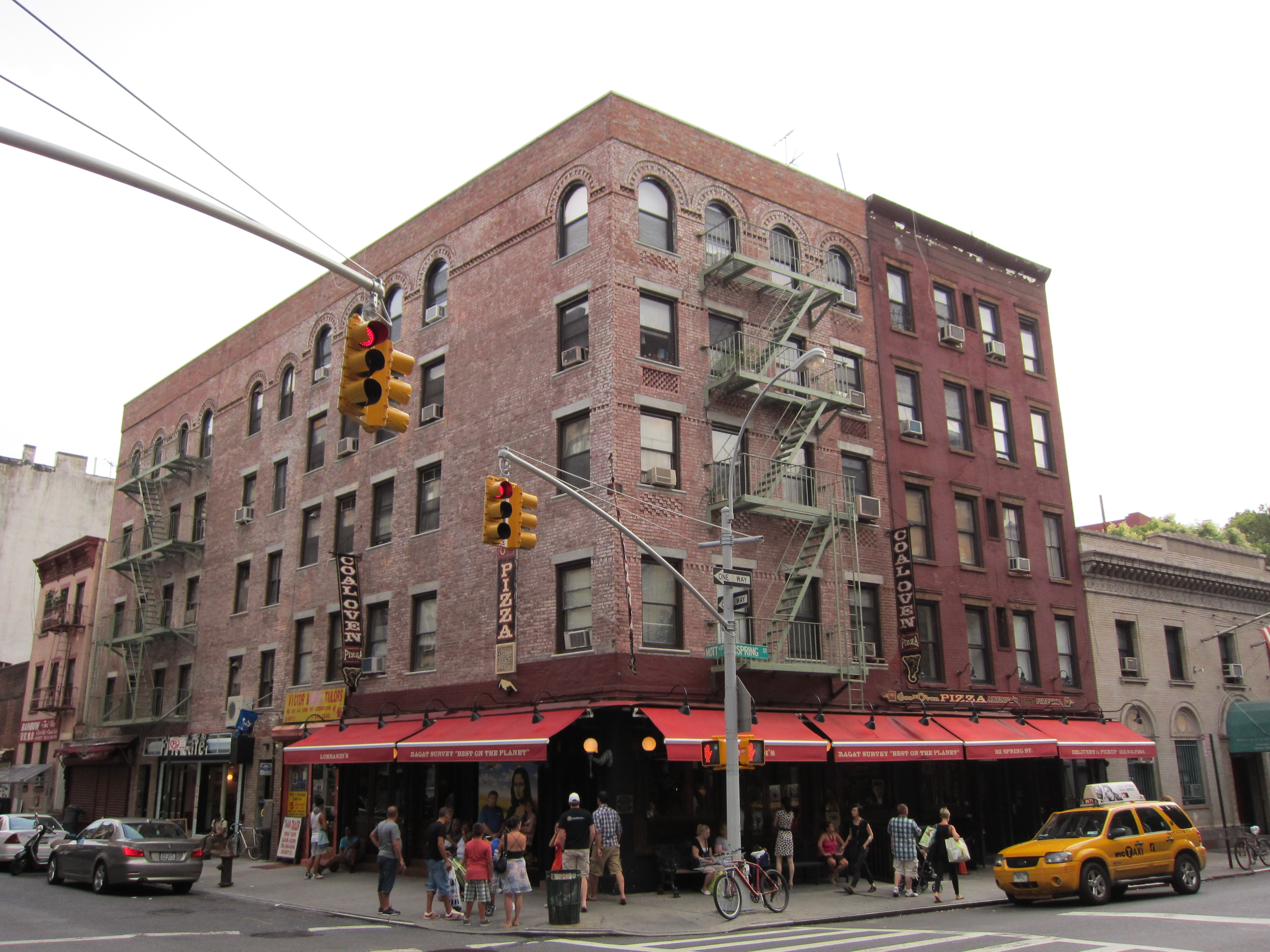
Spring Street in Nolita

NoLIta, Abkürzung für North of Little Italy – manchmal auch einfach nur „Nolita“ geschrieben, ist ein Stadtviertel im Stadtbezirk Manhattan in New York City.

## Lage
NoLIta liegt in Lower Manhattan und wird im Norden von der Houston Street, im Osten von der Bowery, im Süden von der Broome Street und im Westen von der Lafayette Street begrenzt. Damit liegt es östlich von SoHo, südlich von NoHo, westlich der Lower East Side und nördlich von Little Italy und Chinatown.

## Namensgeschichte
Lange Zeit wurde dieses Gebiet zu Little Italy gezählt. Jedoch hat die Gegend in den letzten Jahrzehnten einiges vom typisch italienischen Charakter eingebüßt, da Italo-Amerikaner in dieser Zeit aus Manhattan weggezogen sind. In der zweiten Hälfte der 1990er Jahre erlebte dieses Viertel einen Zustrom an Yuppies und damit einhergehend schossen teure Boutiquen sowie trendige Restaurants und Bars aus dem Boden. Aufgrund dieses Wandels wurde dieses In-Viertel von Immobilienmaklern zunächst einfach SoHo zugeschlagen, doch dies konnte sich nicht durchsetzen. Schließlich entstanden verschiedene Ideen, wie das Viertel heißen könnte, wobei sich NoLIta durchsetzte.

## Wichtige Baudenkmäler
Innerhalb des Viertels befindet sich die St. Patrick’s Old Cathedral (Ecke Mott Street und Prince Street). Die Grundsteinlegung für diese Kirche war am 8. Juni 1809. Sie wurde 1815 eröffnet und 1868 nach einem Brand wieder aufgebaut. Sie diente der katholischen Kirche als Kathedrale bis 1879 die neue St. Patrick’s Cathedral in Midtown Manhattan an der Fifth Avenue eröffnet wurde. Heute ist St. Patrick’s Old Cathedral eine Pfarrkirche.
Ein weiteres Denkmal in diesem Viertel ist das Puck Building, das mit seiner kunstvollen Fassade 1885 an der Ecke Houston Street und Lafayette Street erbaut wurde. Hier befand sich ursprünglich die Redaktion des inzwischen nicht mehr herausgegebenen Puck Magazine.